# Miami Open 2007 - Qualificazioni singolare femminile
Le qualificazioni del singolare femminile del Miami Open 2007 sono state un torneo di tennis preliminare per accedere alla fase finale della manifestazione. I vincitori dell'ultimo turno sono entrati di diritto nel tabellone principale. In caso di ritiro di uno o più giocatori aventi diritto a questi sono subentrati i lucky loser, ossia i giocatori che hanno perso nell'ultimo turno ma che avevano una classifica più alta rispetto agli altri partecipanti che avevano comunque perso nel turno finale.
Le qualificazioni del torneo Sony Ericsson Open  2007 prevedevano 48 partecipanti di cui 12 sono entrati nel tabellone principale.

## Teste di serie
1. Julia Vakulenko (Qualificata)
2. Tamarine Tanasugarn (ultimo turno)
3. Julia Schruff (primo turno)
4. Ekaterina Byčkova (Qualificata)
5. Jaroslava Švedova (Qualificata)
6. Anastasija Rodionova (Qualificata)
7. Varvara Lepchenko (Qualificata)
8. Alberta Brianti (primo turno)
9. Jarmila Gajdošová (Qualificata)
10. Sandra Klösel (ultimo turno)
11. Kateryna Bondarenko (Qualificata)
12. Martina Suchá (ultimo turno)

1. Zuzana Ondrášková (primo turno)
2. Anne Kremer (ultimo turno)
3. Bethanie Mattek (primo turno)
4. Tamira Paszek (Qualificata)
5. Vera Duševina (Qualificata)
6. Iveta Benešová (Qualificata)
7. Edina Gallovits (ultimo turno)
8. Sofia Arvidsson (Qualificata)
9. Stéphanie Foretz Gacon (primo turno)
10. Ol'ga Savčuk (primo turno)
11. Emmanuelle Gagliardi (ultimo turno)
12. Stéphanie Dubois (primo turno)

## Qualificati
1. Julia Vakulenko
2. Iveta Benešová
3. Tamira Paszek
4. Ekaterina Byčkova
5. Jaroslava Švedova
6. Anastasija Rodionova

1. Varvara Lepchenko
2. Tat'jana Puček
3. Jarmila Gajdošová
4. Vera Duševina
5. Kateryna Bondarenko
6. Sofia Arvidsson

## Tabellone

### Legenda
| - Q = Qualificato - WC = Wild card - LL = Lucky loser | - ALT = Alternate - SE = Special Exempt - PR = Protected Ranking | - w/o = Walkover - r = Ritirato - d = Squalificato |

### Sezione 1
|  | Primo turno | Primo turno       | Primo turno       | Primo turno | Primo turno |  |  | Ultimo turno | Ultimo turno      | Ultimo turno | Ultimo turno | Ultimo turno |  |
|  |             |                   |                   |             |             |  |  |              |                   |              |              |              |  |
|  | 1           | Julia Vakulenko   | Julia Vakulenko   | 6           | 6           |  |  |              |                   |              |              |              |  |
|  |             | Melinda Czink     | Melinda Czink     | 2           | 1           |  |  | 1            | Julia Vakulenko   | 6            | 6            | 6            |  |
|  |             | Galina Voskoboeva | Galina Voskoboeva | 7           | 6           |  |  |              | Galina Voskoboeva | 2            | 7            | 1            |  |
|  | 13          | Zuzana Ondrášková | Zuzana Ondrášková | 5           | 1           |  |  |              |                   |              |              |              |  |

### Sezione 2
|  | Primo turno | Primo turno         | Primo turno         | Primo turno | Primo turno |  |  | Ultimo turno | Ultimo turno        | Ultimo turno | Ultimo turno | Ultimo turno |  |
|  |             |                     |                     |             |             |  |  |              |                     |              |              |              |  |
|  | 2           | Tamarine Tanasugarn | Tamarine Tanasugarn | 6           | 6           |  |  |              |                     |              |              |              |  |
|  |             | Ivana Lisjak        | Ivana Lisjak        | 4           | 2           |  |  | 2            | Tamarine Tanasugarn | 3            | 6            | 4            |  |
|  | 18          | Iveta Benešová      | Iveta Benešová      | 6           | 6           |  |  | 18           | Iveta Benešová      | 6            | 4            | 6            |  |
|  |             | Alexandra Stevenson | Alexandra Stevenson | 1           | 1           |  |  |              |                     |              |              |              |  |

### Sezione 3
|  | Primo turno | Primo turno         | Primo turno         | Primo turno | Primo turno |  |  | Ultimo turno | Ultimo turno        | Ultimo turno        | Ultimo turno | Ultimo turno |  |
|  |             |                     |                     |             |             |  |  |              |                     |                     |              |              |  |
|  |             | Marie-Ève Pelletier | Marie-Ève Pelletier | 6           | 7           |  |  |              |                     |                     |              |              |  |
|  | 3           | Julia Schruff       | Julia Schruff       | 3           | 63          |  |  |              | Marie-Ève Pelletier | Marie-Ève Pelletier | 1            | 2            |  |
|  | 16          | Tamira Paszek       | Tamira Paszek       | 6           | 6           |  |  | 16           | Tamira Paszek       | Tamira Paszek       | 6            | 6            |  |
|  |             | Klára Zakopalová    | Klára Zakopalová    | 3           | 4           |  |  |              |                     |                     |              |              |  |

### Sezione 4
|  | Primo turno | Primo turno       | Primo turno       | Primo turno | Primo turno |  |  | Ultimo turno | Ultimo turno      | Ultimo turno      | Ultimo turno | Ultimo turno |  |
|  |             |                   |                   |             |             |  |  |              |                   |                   |              |              |  |
|  | 4           | Ekaterina Byčkova | Ekaterina Byčkova | 6           | 6           |  |  |              |                   |                   |              |              |  |
|  |             | Julia Cohen       | Julia Cohen       | 0           | 0           |  |  | 4            | Ekaterina Byčkova | Ekaterina Byčkova | 6            | 6            |  |
|  |             | Ol'ga Savčuk      | Ol'ga Savčuk      | 6           | 6           |  |  |              | Ol'ga Savčuk      | Ol'ga Savčuk      | 1            | 3            |  |
|  | 22          | Karolina Šprem    | Karolina Šprem    | 3           | 2           |  |  |              |                   |                   |              |              |  |

### Sezione 5
|  | Primo turno | Primo turno       | Primo turno       | Primo turno | Primo turno |  |  | Ultimo turno | Ultimo turno      | Ultimo turno      | Ultimo turno | Ultimo turno |  |
|  |             |                   |                   |             |             |  |  |              |                   |                   |              |              |  |
|  | 5           | Jaroslava Švedova | Jaroslava Švedova | 6           | 6           |  |  |              |                   |                   |              |              |  |
|  |             | Ahsha Rolle       | Ahsha Rolle       | 4           | 3           |  |  | 5            | Jaroslava Švedova | Jaroslava Švedova | 6            | 6            |  |
|  |             | Bethanie Mattek   | 6                 | 2           | 7           |  |  |              | Bethanie Mattek   | Bethanie Mattek   | 3            | 3            |  |
|  | 15          | Alla Kudrjavceva  | 3                 | 6           | 64          |  |  |              |                   |                   |              |              |  |

### Sezione 6
|  | Primo turno | Primo turno           | Primo turno          | Primo turno | Primo turno |  |  | Ultimo turno | Ultimo turno         | Ultimo turno         | Ultimo turno | Ultimo turno |  |
|  |             |                       |                      |             |             |  |  |              |                      |                      |              |              |  |
|  | 6           | Anastasija Rodionova  | Anastasija Rodionova | 6           | 6           |  |  |              |                      |                      |              |              |  |
|  |             | Marta Domachowska     | Marta Domachowska    | 3           | 4           |  |  | 6            | Anastasija Rodionova | Anastasija Rodionova | 6            | 6            |  |
|  | 23          | Emmanuelle Gagliardi  | 3                    | 7           | 7           |  |  | 23           | Emmanuelle Gagliardi | Emmanuelle Gagliardi | 2            | 4            |  |
|  |             | Anastasija Pivovarova | 6                    | 64          | 5           |  |  |              |                      |                      |              |              |  |

### Sezione 7
|  | Primo turno | Primo turno       | Primo turno | Primo turno | Primo turno |  |  | Ultimo turno | Ultimo turno      | Ultimo turno      | Ultimo turno | Ultimo turno |  |
|  |             |                   |             |             |             |  |  |              |                   |                   |              |              |  |
|  | 7           | Varvara Lepchenko | 62          | 6           | 6           |  |  |              |                   |                   |              |              |  |
|  |             | Yulia Fedossova   | 7           | 2           | 3           |  |  | 7            | Varvara Lepchenko | Varvara Lepchenko | 6            | 6            |  |
|  |             | Stéphanie Dubois  | 6           | 2           | 6           |  |  |              | Stéphanie Dubois  | Stéphanie Dubois  | 3            | 3            |  |
|  | 24          | Emma Laine        | 1           | 6           | 1           |  |  |              |                   |                   |              |              |  |

### Sezione 8
|  | Primo turno | Primo turno     | Primo turno     | Primo turno | Primo turno |  |  | Ultimo turno | Ultimo turno    | Ultimo turno    | Ultimo turno | Ultimo turno |  |
|  |             |                 |                 |             |             |  |  |              |                 |                 |              |              |  |
|  |             | Tat'jana Puček  | 6               | 3           | 7           |  |  |              |                 |                 |              |              |  |
|  | 8           | Alberta Brianti | 3               | 6           | 63          |  |  |              | Tat'jana Puček  | Tat'jana Puček  | 7            | 7            |  |
|  | 19          | Edina Gallovits | Edina Gallovits | 6           | 6           |  |  | 19           | Edina Gallovits | Edina Gallovits | 5            | 5            |  |
|  |             | Jasmina Tinjic  | Jasmina Tinjic  | 3           | 1           |  |  |              |                 |                 |              |              |  |

### Sezione 9
|  | Primo turno | Primo turno       | Primo turno       | Primo turno | Primo turno |  |  | Ultimo turno | Ultimo turno      | Ultimo turno      | Ultimo turno | Ultimo turno |  |
|  |             |                   |                   |             |             |  |  |              |                   |                   |              |              |  |
|  | 9           | Jarmila Gajdošová | Jarmila Gajdošová | 6           | 6           |  |  |              |                   |                   |              |              |  |
|  |             | Kristina Barrois  | Kristina Barrois  | 2           | 2           |  |  | 9            | Jarmila Gajdošová | Jarmila Gajdošová | 6            | 6            |  |
|  | 14          | Anne Kremer       | Anne Kremer       | 7           | 6           |  |  | 14           | Anne Kremer       | Anne Kremer       | 1            | 2            |  |
|  |             | Lilia Osterloh    | Lilia Osterloh    | 5           | 1           |  |  |              |                   |                   |              |              |  |

### Sezione 10
|  | Primo turno | Primo turno   | Primo turno   | Primo turno | Primo turno |  |  | Ultimo turno | Ultimo turno  | Ultimo turno  | Ultimo turno | Ultimo turno |  |
|  |             |               |               |             |             |  |  |              |               |               |              |              |  |
|  | 10          | Sandra Klösel | Sandra Klösel | 6           | 7           |  |  |              |               |               |              |              |  |
|  |             | Karin Knapp   | Karin Knapp   | 4           | 69          |  |  | 10           | Sandra Klösel | Sandra Klösel | 2            | 1            |  |
|  | 17          | Vera Duševina | 5             | 6           | 6           |  |  | 17           | Vera Duševina | Vera Duševina | 6            | 6            |  |
|  |             | Hana Šromová  | 7             | 4           | 0           |  |  |              |               |               |              |              |  |

### Sezione 11
|  | Primo turno | Primo turno            | Primo turno            | Primo turno | Primo turno |  |  | Ultimo turno | Ultimo turno           | Ultimo turno           | Ultimo turno | Ultimo turno |  |
|  |             |                        |                        |             |             |  |  |              |                        |                        |              |              |  |
|  | 11          | Kateryna Bondarenko    | 6                      | 2           | 7           |  |  |              |                        |                        |              |              |  |
|  |             | Viktorija Kutuzova     | 1                      | 6           | 68          |  |  | 11           | Kateryna Bondarenko    | Kateryna Bondarenko    | 6            | 6            |  |
|  |             | Stéphanie Foretz Gacon | Stéphanie Foretz Gacon | 6           | 6           |  |  |              | Stéphanie Foretz Gacon | Stéphanie Foretz Gacon | 3            | 1            |  |
|  | 21          | Laura Pous Tió         | Laura Pous Tió         | 4           | 3           |  |  |              |                        |                        |              |              |  |

### Sezione 12
|  | Primo turno | Primo turno        | Primo turno        | Primo turno | Primo turno |  |  | Ultimo turno | Ultimo turno    | Ultimo turno | Ultimo turno | Ultimo turno |  |
|  |             |                    |                    |             |             |  |  |              |                 |              |              |              |  |
|  | 12          | Martina Suchá      | Martina Suchá      | 7           | 7           |  |  |              |                 |              |              |              |  |
|  |             | Lindsay Lee-Waters | Lindsay Lee-Waters | 65          | 5           |  |  | 12           | Martina Suchá   | 2            | 6            | 4            |  |
|  | 20          | Sofia Arvidsson    | Sofia Arvidsson    | 7           | 6           |  |  | 20           | Sofia Arvidsson | 6            | 3            | 6            |  |
|  |             | Renata Voráčová    | Renata Voráčová    | 6           | 4           |  |  |              |                 |              |              |              |  |